# 李宪 (北魏)
李宪（470年—527年），字仲轨，赵国柏仁县（今河北省邢台市隆尧县）人，出自赵郡李氏东祖，北魏官员。

## 生平
李宪的父亲李式被使者逮捕时，西兖州的官吏百姓送行到黄河边上。当时李宪刚出生满月，李式大声的向众人喊道：“程婴、公孙杵臼这样的人还有没有！”西兖州从事汲固应声回答说：“今天与古代岂有不同！”汲固于是悄悄回去，不再回头望，直接进入城内，从李式夫人的房中把李宪抱回家藏了起来。等到逮捕李宪时，正好一个婢女生下男孩，李宪的母亲将婢女的儿子交给使者。事情不久就泄露了，汲固就带着李宪逃跑躲藏，遇到赦免才回家。李宪就这样被汲固养育到了十多岁，常常喊汲固夫妇为爹娘。
李宪清异秀出，仪容美好，喜好学习有才具风度，虚岁十二时担任秘书内小，虚岁十七时继承了濮阳侯的爵位，又降为伯爵，出任秘书中散，很为魏孝文帝元宏所赏识，略微升任散骑侍郎，迎接南梁的使者萧琛、范云。李宪以母亲年老请求回乡奉养，于是担任建威将军、赵郡内史。赵脩与李宪是同乡，赵脩回乡安葬父母，刺史太守以下对他畏惧的不敢正立，只有李宪不向赵脩屈服，当时的人推崇李宪。等到魏孝文帝南征的时候，李宪被征召担任大将军长史，很快出任吏部郎中，因为给母亲守丧而离职，又被征召出任太子中庶子，李宪以在守丧期间为由拒绝，后又被征召担任尚书左丞，李宪还是坚决拒绝，之后担任骁骑将军、尚书左丞，没有上任，出任长兼吏部郎中，升任长兼司徒左长史、定州大中正，很快升任河南尹，在尚书上省参与商议新法令。永平三年（510年），李宪外任使持节、都督兖州诸军事、左将军、兖州刺史。永平四年（511年），因事被定罪除去名籍。后来因为依附高肇，为中尉元匡弹劾，灵太后特旨赦免。正光二年（521年）二月，魏孝明帝元诩在国子堂讲习，召李宪参与听讲，又以李宪的儿子李骞为国子生。正光四年（523年），李宪出任光禄大夫，恢复原本的爵位濮阳伯。正光五年（524年），李宪出任持节、安西将军、代理雍州刺史，很快担任七兵尚书，加抚军将军，转任镇东将军。
孝昌元年（525年）正月，元法僧占据徐州反叛北魏。魏孝明帝诏令李宪担任使持节、征东将军、徐州都督，与安丰王元延明、临淮王元彧等人前往讨伐。正好梁武帝萧衍派遣豫章王萧综据彭城，很快萧综投降。徐州平定后，魏孝明帝诏令派遣兼任黄门侍郎常景前往军中慰劳，赐给李宪骅骝马一匹，仍以李宪担任使持节、都督扬州诸军事、征东将军、扬州刺史、淮南大都督。孝昌二年（526年）七月，梁武帝派遣平北将军元树、右卫将军胡龙牙、护军将军夏侯亶等人前来进攻北魏的寿阳。元树等人从下蔡经过驻扎在寿阳城东北，夏侯亶经过黎浆驻扎在寿阳城南。李宪认为不先击败元树等人，就无法攻克夏侯亶，于是派遣儿子李长钧率军另外修筑两座城市防守，陈庆之进攻，北魏军队战败，李长钧被活捉。孝昌二年十一月辛巳（527年1月4日），夏侯亶、胡龙牙、元树、曹世宗等人率领各路军队汇合，李宪气力耗尽，献城投降。李宪要求回到北魏，梁武帝让他回去，十一月丁亥（527年1月10日），李宪返回北魏。返回后，李宪被敕令交付廷尉。孝昌三年（527年）秋，李宪的女婿安乐王元鉴占据相州反叛。灵太后认为元鉴想要威逼胁迫，于是诏令赐李宪自杀，李宪时年虚岁五十八。永熙年间，朝廷赠予李宪使持节、侍中、都督定冀相殷四州诸军事、骠骑大将军、定州刺史、尚书令、仪同三司，谥号文静，元象元年十二月廿四日（539年1月29日）合葬于家族旧墓。

## 其他
孝昌二年十月，李宪上表说：“门下督周伏兴在七月时患病请假回家，到七月十一日晚上做梦渡过淝水，前进到草堂寺南，远远的看见七个人，一人乘马著朱衣，笼冠，六人从后。周伏兴在道路的左边站立，等七个人到了近前拜了两次。那人问周伏兴是什么人。周伏兴回答说：‘李公门下督，暂时到硖石出使。’那人对周伏兴说：‘您可以回去，我是魏孝文帝的中书舍人，受派遣来对李宪说，不要担心贼寇修造的堰，这个月一定会攻破。’周伏兴走了两步，那人又询问了周伏兴的姓名，让周伏兴迅速赶回告知。周伏兴醒来之后，天亮就回到寿阳城，将梦中所见一一上报。七月二十七日，魏军攻破了敌人的堰。”

## 家族

### 祖父
- 李顺，北魏太尉、宣公[7]

### 父亲
- 李式，北魏安南将军[7]

### 夫人
- 河间邢氏，北魏瀛州主簿邢肃之女[7]

### 子女
- 李长钧，庶长子，北魏开府参军事，夫人河南元氏，司空公元孟和之女[7]
- 李希远，北魏殷州主簿，夫人广平宋氏，吏部尚书宋弁之女[7]
- 李希宗，北魏散骑常侍、中军大将军，夫人崔幼妃，仪同三司崔楷之女[7]
- 李希仁，北魏辅国将军、中书侍郎，夫人崔芷蘩，仪同三司崔孝芬之女[7]
- 李骞，北魏散骑常侍、中军将军、殷州大中正，夫人范阳卢氏，开府咨议卢文翼之女[7]
- 李希礼，北魏征虏将军、司空咨议，夫人范阳卢氏，正员郎卢文符之女[7]
- 李长辉，嫁北魏龙骧将军、营州刺史、安平男博陵崔仲哲，司徒静穆公崔秉之子[7]
- 李仲仪，嫁北魏冀州司马勃海高某[7]
- 李叔婉，嫁北魏兖州刺史、渔阳县开国男博陵崔巨，廷尉卿崔逸之子[7]
- 李季嫔，嫁北魏司空公、安乐王元鉴，尚书左仆射、安乐武康王元诠之子[7]
- 李稚媛，嫁北魏骠骑将军、左光禄大夫荧阳郑道邕，青州刺史郑琼之子[7]

### 孙子女
- 李祖牧，李希远之子，北魏太尉外兵参军[7]
- 李谭亮，李长钧之子，北魏开府参军事[7]
- 李谭德，李长钧之子[7]
- 李摩诃，李长钧之子[7]
- 李毗罗，李长钧之子[7]
- 李迎男，李长钧之女[7]
- 李祖昇，李希宗之子，北魏司徒参军事[7]
- 李祖勋，李希宗之子[7]
- 李祖猗，李希宗之女[7]
- 李伽利，李希仁之子[7]
- 李黄父，李希仁之子[7]
- 李宝信，李骞之女[7]
- 李僧藏，李希礼之子[7]

### 曾孙子女
- 李白石，李祖牧之子[7]
- 李僧德，李祖牧之子[7]
- 李阿范，李祖牧之女[7]